# Gentiana simulatrix
Gentiana simulatrix är en gentianaväxtart som beskrevs av Marquand. Gentiana simulatrix ingår i släktet gentianor, och familjen gentianaväxter. Inga underarter finns listade i Catalogue of Life.